# Kurbelschwinge

Animierte Kurbelschwinge

Die Kurbelschwinge ist ein Getriebe aus der Viergelenkkette (vier Drehgelenke) der viergliedrigen Koppelgetriebe. In ihr werden Drehbewegungen in oszillierende (hin- und hergehende) Drehungen ("Schwingungen") umgewandelt und umgekehrt.
Anwendungsfälle, bei denen die Kurbel als Antrieb und eine Schwinge als Abtrieb dient:
- Werkzeugantrieb von Stoßmaschinen zur spanenden Werkstoffbearbeitung,
- beim Scheibenwischer eines Kraftfahrzeugs (siehe Schema-Zeichnungen).

Anwendungsfälle mit antreibender Schwinge:
- Nähmaschinen mit Fußantrieb,
- Eisenbahn-Draisinen,
- Fahrräder und  Kinderfahrzeuge mit Handantrieb.

## Funktionsvoraussetzungen
Die Kurbel ist nur dann voll drehbar (umlauffähig), wenn sie nicht zu lang ist und die Längen der Teile des Kurbelgetriebes in einem bestimmten Verhältnis zueinander stehen.
Der deutsche Ingenieur Franz Grashof hat dazu einen Lehrsatz formuliert:
„Die Kurbel als kleinstes Glied einer Kurbelschwinge (Viergelenkkette) ist voll drehfähig, wenn die Kurbel zusammen mit dem längsten Glied der Kurbelschwinge kleiner ist als die anderen beiden Glieder.“
Grundsätzlich sind hier zwei Fälle zu unterscheiden, zwei Ungleichungen müssen von der Kurbelschwinge erfüllt werden:
| Kurbelschwinge – innen | Kurbelschwinge – außen |

Aus diesen beiden Ungleichungen folgt auch, dass a auf jeden Fall kleiner c sein muss, und zwar genau um den Unterschied zwischen b und d.
Ist a + b = c + d und/oder a + d = c + b, so gerät die Schwinge bei mindestens einer der beiden extremen Kurbelstellungen in Totpunktlage. Dabei besteht die Gefahr, dass die Schwinge in die Gegenrichtung umschlägt. Müsste die Kurbelschwinge in dieser Stellung wieder neu anlaufen, würden ebenfalls Probleme auftreten.

Eine Kurbelschleife, die sich von der Kurbelschwinge darin unterscheidet, dass sie statt des Koppelglieds (mit zwei Drehgelenken) lediglich ein kombiniertes Dreh-Schubgelenk besitzt

Kurbelschwinge, bei der a und c gleich lang sind. Das Koppelglied b ist ein wenig kürzer als das feststehende Verbindungsstück d. Somit ist a+d < c+b nicht erfüllt und die Kurbel würde kurz vor dem Erreichen der äußerst linken Stellung blockieren. (In dieser Animation bricht die Bewegung allerdings bereits vor Erreichen der tatsächlichen Endpunkte ab.)